# Hiempsal Ier
Hiempsal Ier (mort en 118 av. J.-C.) était un roi de Numidie, au début du IIe siècle av. J.-C. Il meurt à Thirmidia, assassiné par Jugurtha.

## Nom
D'après Gabriel Camps, le nom Iemsal (= Hiempsal) est d'origine libyque. Ce nom était encore porté chez les Berbères au Moyen Age ; l'ancêtre d'Ibn Toumert, le Mahdi des Almohades, se nommait Iamsal.

## Biographie
Micipsa, sur son lit de mort, a désigné ses deux fils, Adherbal et Hiempsal, ainsi que leur cousin, Jugurtha, co-héritiers du trône de Numidie. Salluste affirme que l'arrangement s'est effondré presque immédiatement en raison de l'ambition sans principes de Jugurtha, et de la jalousie de ses deux cousins. Lors de la toute première réunion des trois princes, leur animosité affichée a éclaté au grand jour. Hiempsal, le plus jeune des deux frères, offense gravement Jugurtha. Après cette entrevue, il est convenu de diviser le royaume de Numidie ainsi que les trésors du défunt roi entre les trois princes, qui prennent leurs quartiers dans différents endroits de Cirta (actuelle Constantine, en Algérie). Mais comme Hiempsal s'était imprudemment établi à Thirmida, dans une maison appartenant à une dépendance de Jugurtha, celui-ci profite de cette circonstance pour introduire un corps d'hommes armés dans la maison pendant la nuit, qui mettent à mort le prince avec beaucoup de ses serviteurs,.
Tite-Live représente la mort de Hiempsal comme les conséquences d'une suite d'hostilités ouvertes. Orosius dit seulement, Hiempsalem occidit.